# Michiru Yamane
Michiru Yamane (山根 ミチル?, Yamane Michiru; Kagawa, 23 settembre 1963) è una compositrice e musicista giapponese.
Ha composto diverse colonne sonore di videogiochi, in particolare della Konami, come la serie di Castlevania e Suikoden.

## Biografia
Nella composizione delle colonne sonore, soprattutto di quelle della serie di Castlevania, Michiru Yamane si è ispirata ad alcuni autori classici, tra cui:
- Johann Sebastian Bach
- Wolfgang Amadeus Mozart
- Sergej Vasil'evič Rachmaninov
- Robert Schumann
- Maurice Ravel
- Claude Debussy
- Igor' Fëdorovič Stravinskij

Di quest'ultimo compositore Yamane cita la Petruška e La sagra della primavera, soffermandosi sull'orchestrazione, sul ritmo e le variazioni di tempo che ricorrono nelle colonne sonore dei videogiochi.
Michiru Yamane è nata nella prefettura di Kagawa. Ha iniziato a suonare il pianoforte sin da piccola e a undici anni ha composto il suo primo pezzo. Al liceo si è esercitata a suonare brani di Maurice Ravel e in seguito si è laureata presso l'Università Prefetturale delle Arti di Aichi. Cercando lavoro che le consentisse di avere esperienza nel campo della composizione, Yamane è stata assunta nel 1988 dalla Konami, coadiuvata da Motoaki Furukawa nella composizione musicale di alcuni giochi per MSX.
La sua prima composizione ufficiale è la colonna sonora del gioco Detana!! TwinBee del 1991 e in quella occasione conosce Koji Igarashi, con cui avrebbe formato un sodalizio.
Nel 1994 Yamane ha iniziato a comporre musica per la serie di Castlevania, debuttando in Castlevania: Bloodlines per Sega Mega Drive. Nel 1997 ha contribuito alla colonna sonora dell'episodio Symphony of the Night per PlayStation, arrivando al successo grazie al particolare metodo di composizione  e ai «passi di macabra tranquillità» che la caratterizzano rispetto ad altri videogiochi.
Nel 2002 ha iniziato ad occuparsi della serie di Suikoden con la colonna sonora di Suikoden III per PlayStation 2, collaborando con Takashi Yoshida e Masahiko Kimura, ma la musica non viene ben accolta dal pubblico, infatti per Suikoden IV Yamane ha composto solo poche musiche, seppur ben accolte, mentre non ha lavorato per il quinto episodio della serie. Allo stesso anno risalgono composizioni minori di Castlevania per GameBoy Advance (Circle of the Moon, Harmony of Dissonance e Aria of Sorrow).
Nel 2003 ha lavorato per Castlevania: Lament of Innocence dove ha cambiato stile musicale, abbandonando lo stile classico e rock e scegliendo invece uno stile sinfonico, in cui predominano anche le percussioni e rumori di fondo. Lo stile precedente è stato ripreso in Castlevania: Curse of Darkness, dove la parte vocale viene affidata a Russell Watson.
Nel 2005 ha lavorato per altri giochi della Konami: Rumble Roses, Elebits, Beatmania IIDX 14: Gold e le versioni di Castlevania per Nintendo DS (Dawn of Sorrow, Portrait of Ruin e Order of Ecclesia).
Nel 2008 ha abbandonato la Konami, rinunciando a partecipare alla colonna sonora di Castlevania: Lords of Shadow, per diventare una compositrice freelance.

### Carriera da solista
A partire da questa data, Yamane ha continuato la sua attività di compositrice, non solo nel settore dei videogiochi ma anche nella pubblicità, nella televisione, nella cinematografia e nel settore degli anime. È però certo che i suoi lavori più noti restino le composizioni per videogiochi come  Otomedius Excellent (2011) e Skullgirls (2012). Anche se non più dipendente Konami, per l'azienda nipponica ha poi continuato a scrivere musiche per la serie Castlevania. Il sodalizio con il game designer Koji Igarashi - già suo responsabile ai tempi di Castlevania: Symphony of the Night - è proseguito nel 2019 con la scrittura e realizzazione della colonna sonora di Bloodstained: Ritual of the Night.

### Polemiche
Nel novembre 2020 Michiru Yamane ha commentato sul proprio canale Twitter la notizia della sconfitta dell'allora Presidente degli Stati Uniti Donald Trump alle elezioni presidenziali, rilanciando diverse teorie cospirazioniste sull'esito del voto.